# Krepon
Krepon je obchodní označení pro

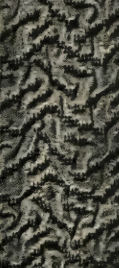
Krepon z česané vlny a hedvábí (z roku 1916)

- příze s vysokým, krepovým zákrutem. Příze mají drsný omak a tvoří ostré smyčky.
- tkaniny z příze s krepovým zákrutem.
  - V roce 1866 přišla na trh hedvábnická verze. Vyráběla se z přírodního hedvábí s rozdílným zákrutem v osnově a útku, v útku i s bavlněnou nebo vlněnoou přízí a také s efektními nitěmi.
  - Od 90. let 19. století se vyrábí vlnařský krepon. Tkanina s vroubkovým nebo vlnitým povchem má drsnější omak než běžné vlněné krepy.[1] [2] Příklad na snímku vpravo: Zkadeření povrchu vzniklo srážením vlněných vláken po dekatování tkaniny.

V 21. století se nabízí v metráži široká paleta jednobarevných i potištěných kreponových tkanin z polyesterových, polyamidových a viskózových filamentů.
Známé jsou také luxusní výrobky z přírodního hedvábí a ze směsi bavlna/hedvábí.